# AfD Sachsen
Die AfD Sachsen ist der Landesverband der rechtspopulistischen und rechtsextremistischen deutschen Partei Alternative für Deutschland (AfD) im Freistaat Sachsen. Die Landespartei wurde erstmals 2014 bei der Landtagswahl in den Sächsischen Landtag gewählt. Seit der Bundestagswahl 2017 ist sie bei Bundestagswahlen und Europawahlen die stärkste und bei Landtagswahlen hinter der CDU die zweitstärkste Kraft in Sachsen. Landessprecher ist seit Februar 2018 Jörg Urban.
Das Landesamt für Verfassungsschutz Sachsen stuft den Landesverband seit Dezember 2023 als „gesichert rechtsextremistische Bestrebung“ ein. Mit seinem Vorgehen dagegen scheiterte der Landesverband im Eilverfahren vor dem Verwaltungsgericht Dresden und dem Sächsischem Oberverwaltungsgericht.

## Geschichte
Die Gründung des AfD-Landesverbands Sachsen wurde am 27. März 2013 in Döbeln beschlossen. Der Gründungsparteitag fand am 28. April 2013 als Mitgliederversammlung statt. Die anwesenden 133 stimmberechtigten Mitglieder wählten drei Vorstände, zwei Beisitzer und den Schatzmeister. Zur Landesvorsitzenden wurde Frauke Petry gewählt. Anschließend wurde einstimmig der Beschluss gefasst, an den Wahlen zum 18. Deutschen Bundestag teilzunehmen und eine Landesliste mit zehn Kandidaten zu wählen. Die Plätze eins bis fünf der Liste wurden einzeln und die Plätze sechs bis zehn in Blockwahl gewählt. Bei den Plätzen drei bis fünf kam es zu Stichwahlen. Nach der Landtagswahl erhob ein vom Landesvorstand von der Wahlliste gestrichener Kandidat Einspruch gegen die Wahl.
Anfangs nahm die AfD Sachsen ehemalige Mitglieder rechtspopulistischer Parteien auf, so von der Bürgerrechtspartei für mehr Freiheit und Demokratie – Die Freiheit, der Bürgerbewegung Pro Chemnitz und der Deutschen Sozialen Union. Bei der Landtagswahl 2014 wurden Forderungen nach Volksentscheid zum Moschee-Bau mit Minarett, nach einer Deutschquote im Rundfunk und nach der Aussetzung des Schengener Abkommens aufgegriffen. Mitglieder des sächsischen Landesverbandes waren an der Gründung der Patriotischen Plattform beteiligt, die nach außen hin von dem ehemaligen AfD-Landesvorstandsmitglied Hans-Thomas Tillschneider vertreten wird.
Anfang Januar 2016 wurde durch Medienberichte bekannt, dass der AfD-Landtagsabgeordnete Detlev Spangenberg während seines Wehrdienstes bei der Nationalen Volksarmee (NVA) als Inoffizieller Mitarbeiter für die Stasi tätig war und dieser mehrere Berichte über andere NVA-Soldaten geliefert hatte. Die Landtagsfraktion der AfD Sachsen bestätigte die Stasi-Mitarbeit Spangenbergs und kritisierte das Bekanntwerden der Informationen. Nach der Verfassung des Freistaates Sachsen kann eine Stasi-Tätigkeit zum Verlust des Abgeordnetenmandats führen. Zudem mussten Mandatsträger der AfD versichern, nicht für die Stasi gearbeitet zu haben.
Innerparteiliche Konflikte auf Bundes- und Landesebene führten am 26. September 2017 zum Austritt von Frauke Petry aus der Fraktion und am 29. September 2017 aus der Partei. Infolgedessen kam es zu weiteren Rück- und Austritten in der Fraktion und im Landesvorstand. Im Oktober 2017 musste ein Notvorstand vom Landesschiedsgericht eingesetzt werden, da nach dem Rücktritt von Petry insgesamt sechs Vorstandsmitglieder zurückgetreten waren und der Vorstand nicht mehr handlungsfähig war. Der Landesvorsitzende Jörg Urban kündigte eine verstärkte Zusammenarbeit mit Pegida an, um nach der Landtagswahl in Sachsen 2019 als stärkste Partei den Ministerpräsidenten zu stellen. Jedoch reichte die Partei Ende Juni 2019 eine Kandidatenliste ein, die auch nach mehreren Nachbesserungen zahlreiche formale Fehler enthielt. So kürzte der Landeswahlausschuss die Liste der AfD-Kandidaten von 61 auf 18. Ein wesentliches Problem war, dass die AfD Sachsen ihre Kandidaten auf zwei unterschiedlichen Parteitagen im Februar 2019 und März 2019 aufstellte und dabei laut der Zeitung „Freie Presse“ unterschiedliche Wahlverfahren verwendete. Daher kann nach Ansicht des Landeswahlausschusses nur die Kandidatenliste des ersten Parteitages mit den Plätzen 1 bis 18 als zulässig anerkannt werden. Alle möglichen Kandidaten müssen nach demselben Verfahren in einem Prozess gewählt werden. Der Landesvorsitzende Jörg Urban sprach von einem „verabredeten Komplott“ und wies alle Anschuldigungen und Vorwürfe gegen die Partei zurück. Die AfD reichte Klage beim Landesverfassungsgericht gegen die Entscheidung ein. Die Landeswahlleiterin des Freistaates Sachsen wurde in Folge bedroht und die folgenden öffentliche Sitzungen des Wahlausschusses wurden unter Polizeischutz gestellt.
Die Zeit wies darauf hin, dass der sächsische Verfassungsgerichtshof in anderen Fällen auf den üblichen Rechtsweg verwiesen hatte. In diesem ist vorgesehen, dass die klagende Partei erst nach der Wahl beim Sächsischen Landtag eine entsprechende Beschwerde einlegen darf. Der sächsische Verfassungsgerichtshof entschied am 25. Juli 2019, dass die Liste mit 30 Kandidaten doch zugelassen werden muss. Am 16. August 2019 bestätigte das Landesverfassungsgericht die vorläufige Entscheidung vom 25. Juli, wonach die AfD nur mit 30 Listenkandidaten antreten darf. Sachsens Parteichef Jörg Urban kündigte für den Fall eine Beschwerde beim Wahlprüfungsausschuss des sächsischen Landtages nach der Wahl an.
Bei der Abstimmung über die Landesliste für die Bundestagswahl 2021 im Februar 2021 haben sich die radikalen Kandidaten des Flügels durchgesetzt.
Es ist bekannt, dass der Landesverband enge Verbindungen zur Reichsbürgerbewegung, der Zeitschrift Compact und anderen politischen Parteien in Sachsen wie den „Freien Sachsen“ unterhält. Im Jahr 2023 beteiligten sich Mitglieder des AfD-Landesverbandes zahlreich an politischen Veranstaltungen der Freien Sachsen. Im Dezember 2023 wurde die AfD Sachsen vom zuständigen Landesamt für Verfassungsschutz als gesichert rechtsextremistisch eingestuft, nachdem dies schon für die Landesverbände in Thüringen und Sachsen-Anhalt festgestellt worden war. Im Juli 2024 scheiterte der Landesverband im Eilverfahren erstinstanzlich mit einem Antrag gegen diese Einstufung vor dem Verwaltungsgericht Dresden. Nach Ansicht des Gerichtes liegen nach summarischer Prüfung tatsächliche Anhaltspunkte dafür vor, dass der Landesverband Bestrebungen verfolge, „die gegen die Menschenwürde bestimmter Personengruppen sowie gegen das Demokratieprinzip gerichtet“ seien.

## Organisation
Organe des Landesverbandes sind der Landesparteitag, der Landesvorstand und das Landesschiedsgericht. Dieses entscheidet über parteiinterne Streitigkeiten und kann Mitglieder ausschließen.

### Landesparteitag
Höchstes Parteiorgan ist der Landesparteitag. Er wählt den Landesvorstand, die Rechnungsprüfer sowie das Landesschiedsgericht. Übersteigt die Zahl der Parteimitglieder 500, findet der Landesparteitag nicht als Mitgliederversammlung, sondern als Delegiertenversammlung statt. Die Kreisverbände entsenden dazu je fünf Mitglieder einen Vertreter.
| Nr.                    | Datum                          | Ort            | Landesvorsitzende / Spitzenkandidaten | Wahlergebnis | Thema                                                                                               |
| ---------------------- | ------------------------------ | -------------- | ------------------------------------- | ------------ | --------------------------------------------------------------------------------------------------- |
| 01. Landesparteitag    | 28. April 2013                 | Leipzig        | Frauke Petry                          | 97 %         | Gründung des Landesverbandes; Wahl des Landesvorstands Wahl der Landesliste zur Bundestagswahl 2013 |
| 02. Landesparteitag    | 30. November 2013              | Laußnitz       | Frauke Petry                          | 80 %         | Neuwahl des Landesvorstands                                                                         |
| 03. Landesparteitag    | 1./2. März 2014                | Zwickau        |                                       |              | Beschluss der Landessatzung und des Wahlprogramms zur Landtagswahl 2014                             |
| 04. Landesparteitag    | 26. April 2014                 | Weinböhla      | Frauke Petry                          | 89 %         | Wahl der Landesliste zur Landtagswahl 2014                                                          |
| 05. Landesparteitag    | 28. September 2014             | Oberwiesenthal |                                       |              | Nachwahl und Abwahl von Landesvorstandsmitgliedern; Resolution zur Ukraine-Krise                    |
| 06. Landesparteitag    | 7. Februar 2015                | Belgern        |                                       |              | Wahl der Delegierten zum Bundesparteitag                                                            |
| 07. Landesparteitag    | 27./28. Februar 2016           | Markneukirchen | Frauke Petry                          | 85 %         | Änderung der Landessatzung; Neuwahl des Landesvorstands                                             |
| 08. Landesparteitag    | 28./29. Januar 2017            | Groitzsch      | Frauke Petry                          | 79 %         | Wahl der Landesliste zur Bundestagswahl 2017                                                        |
| 09. Landesparteitag    | 26. März 2017 1./2. April 2017 | Weinböhla      | Frauke Petry                          | 72 %         | Wahl der Landesliste zur Bundestagswahl 2017                                                        |
| 10. Landesparteitag    | 3./4. Februar 2018             | Hoyerswerda    | Jörg Urban                            | 90 %         | Neuwahl des Landesvorstands                                                                         |
| 11. Landesparteitag    | 15./16. September 2018         | Markneukirchen |                                       |              | Wahl der Delegierten zur Europawahlversammlung                                                      |
| 12. Landesparteitag    | 8.–10. Februar 2019            | Markneukirchen | Jörg Urban                            | 84,5 %       | Wahl der Landesliste zur Landtagswahl 2019                                                          |
| 13. Landesparteitag    | 29. Februar 2020               | Weinböhla      | Jörg Urban                            | 87 %         | Neuwahl des Landesvorstands                                                                         |
| 14. Landesparteitag    | 6./7. Februar 2021             | Dresden        | Tino Chrupalla                        | 77,5 %       | Wahl der Landesliste zur Bundestagswahl 2021                                                        |
| 15.(?) Landesparteitag | 25. März 2023                  | Glauchau       | Jörg Urban                            |              | Wahl des Spitzenkandidaten zur Landtagswahl in Sachsen 2024                                         |
| 16.(?) Landesparteitag | 14.–17. März 2024              | Glauchau       | Jörg Urban                            | 92 %         | Wahl der Landesliste zur Landtagswahl in Sachsen 2024                                               |
| 17.(?) Landesparteitag | 24.–26. Mai 2024               | Glauchau       | Jörg Urban                            | 90,2 %       | Neuwahl des Landesvorstandes; Beschluss des Wahlprogramms zur Landtagswahl                          |

### Landesvorstand
Seit Februar 2020 setzt sich der Landesvorstand aus folgenden Mitgliedern zusammen:
| Landesvorsitzender                                                                                         | Jörg Urban (MdL)                                                                                             |
| Generalsekretär                                                                                            | Jan Zwerg (MdL)                                                                                              |
| Stellvertretende Landesvorsitzende                                                                         | Siegbert Droese (MdB), Joachim Keiler (MdL), Martina Jost (MdL)                                              |
| Schatzmeister                                                                                              | Torsten Gahler (MdL)                                                                                         |
| Stellvertretende Schatzmeisterin                                                                           | Doreen Schwietzer (MdL)                                                                                      |
| Beisitzer                                                                                                  | Sebastian Wippel (MdL), Karsten Hilse (MdB), Andreas Harlaß, Daniel Zabel, Matthias Moosdorf (seit 2021 MdB) |
| Schriftführer                                                                                              | Sebastian Wippel (MdL)                                                                                       |
| MdL = Mitglied des Landtages; MdB = Mitglied des Bundestages; MdEP = Mitglied des Europäischen Parlamentes | |

### Landesfachausschüsse
Auf Landesebene besteht eine Landesprogrammkommission, die sich aus Mitgliedern des Landesvorstands und den Leitern der aktuell 12 Landesfachausschüsse zusammensetzt (Stand: September 2018). Die Landesfachausschüsse erarbeiten Konzepte für das Landeswahlprogramm und unterstützen die Bundesprogrammkommission und die Bundesfachausschüsse bei der Ausarbeitung des Parteiprogramms auf Bundesebene.
| Nr.    | Landesfachausschuss                                                    | Vorsitzende(r)     |
| ------ | ---------------------------------------------------------------------- | ------------------ |
| LFA 1  | Außen- und Sicherheitspolitik, Entwicklungspolitik und Außenwirtschaft | Christoph Neumann  |
| LFA 2  | Euro, Geld- und Finanzpolitik                                          | Gerhard Schuster   |
| LFA 3  | Wirtschaft, Steuern und Haushaltspolitik                               | Joachim Keiler     |
| LFA 4  | Familie und Demographie                                                | Jörg Bretschneider |
| LFA 5  | Innere Sicherheit, Justiz und Datenschutz                              | Hendrik Seidel     |
| LFA 6  | Bildung, Wissenschaft, Kultur und Medien                               | Boris Hollas       |
| LFA 7  | Umwelt-, Natur- und Tierschutz, Landwirtschaft & Verbraucherschutz     | Jörg Dornau        |
| LFA 8  | Gesundheitspolitik                                                     | Charly Meinelt     |
| LFA 9  | Demokratie und Grundwerte, Europa                                      | André Barth        |
| LFA 10 | Energie, Technik und Infrastruktur                                     | Sven Rüger         |
| LFA 11 | Soziale Sicherungssysteme und Rente, Arbeits- und Sozialpolitik        | André Wendt        |
| LFA 12 | Zuwanderung, Asyl, Staatsangehörigkeit                                 | Michael Ullmann    |

### Kreisverbände
Die AfD Sachsen gliedert sich in 13 Kreisverbände. Diesen Verbänden stehen Ansprechpartner vor, die im Wesentlichen Kommunikations- und Koordinationsaufgaben wahrnehmen und teilweise von den Mitgliedern gewählt sind. Nach der Kreisgliederung sollen Stadt- bzw. Ortsgruppen gebildet werden.
| Kreisverband                                  | Vorsitzende(r)     | Sitz            |
| --------------------------------------------- | ------------------ | --------------- |
| Kreisverband Chemnitz                         | Volker Dringenberg | Chemnitz        |
| Kreisverband Dresden                          | André Wendt        | Dresden         |
| Kreisverband Leipzig                          | Siegbert Droese    | Leipzig         |
| Kreisverband Bautzen                          | Karsten Hilse      | Bautzen         |
| Kreisverband Erzgebirge                       | Johannes Wolf      | Lugau           |
| Kreisverband Görlitz                          | Tino Chrupalla     | Görlitz         |
| Kreisverband Landkreis Leipzig                | Edgar Naujok       | Borna           |
| Kreisverband Meißen                           | Detlev Spangenberg | Meißen          |
| Kreisverband Mittelsachsen                    | Lars Kuppi         | Freiberg        |
| Kreisverband Nordsachsen                      | René Bochmann      | Eilenburg       |
| Kreisverband Sächsische Schweiz-Osterzgebirge | Lothar Hoffmann    | Pirna           |
| Kreisverband Vogtland                         | René Standke       | Oelsnitz/Vogtl. |
| Kreisverband Zwickau                          | Wolfram Keil       | Zwickau         |

### Parteivorsitzende
| Parteivorsitzende(r) | Parteivorsitzende(r) | Amtszeit                                      |
| -------------------- | -------------------- | --------------------------------------------- |
|                      | Frauke Petry         | März 2013 – September 2017                    |
|                      | Siegbert Droese      | September 2017 – Februar 2018 (kommissarisch) |
|                      | Jörg Urban           | seit Februar 2018                             |

### Fraktionsvorsitzende
| Fraktionsvorsitzende(r) | Fraktionsvorsitzende(r) | Amtszeit                        |
| ----------------------- | ----------------------- | ------------------------------- |
|                         | Frauke Petry            | September 2014 – September 2017 |
|                         | Jörg Urban              | seit Oktober 2017               |

### Junge Alternative Sachsen
Die Junge Alternative Sachsen ist der landesweit tätige Jugendverband der AfD Sachsen.

## Wahlen

AfD Landtagswahl in Sachsen 2024

### Wahlergebnisse
| Landtagswahlen | Landtagswahlen | Landtagswahlen | Landtagswahlen | Landtagswahlen | Landtagswahlen | Landtagswahlen      |
| Jahr           | Stimmenanzahl  | Stimmenanteil  | Direktmandate  | Sitze          | Platz          | Spitzenkandidat(in) |
| -------------- | -------------- | -------------- | -------------- | -------------- | -------------- | ------------------- |
| 2014           | 159.611        | 9,7 %          | 0/60           | 14/126         | 4              | Frauke Petry        |
| 2019           | 595.671        | 27,5 %         | 15/60          | 38/119 *       | 2              | Jörg Urban          |
| 2024           | 719.274        | 30,6 %         | 28/60          | 40/120         | 2              | Jörg Urban          |

| Kreistagswahlen | Kreistagswahlen | Kreistagswahlen | Kreistagswahlen |
| Jahr            | Stimmenanzahl   | Stimmenanteil   | Sitze           |
| --------------- | --------------- | --------------- | --------------- |
| 2014            | 268.513         | 5,8 %           | 58/1114         |
| 2019            | 925.423         | 23,7 %          | 218/902         |
| 2024            | 1.274.463       | 31,0 %          | 280/902         |

| Gemeinderatswahlen | Gemeinderatswahlen | Gemeinderatswahlen | Gemeinderatswahlen |
| Jahr               | Stimmenanzahl      | Stimmenanteil      | Sitze              |
| ------------------ | ------------------ | ------------------ | ------------------ |
| 2014               | 117.314            | 2,5 %              | 31/7259            |
| 2019               | 906.890            | 15,3 %             | 641/6885           |

| Bundestagswahlen | Bundestagswahlen | Bundestagswahlen | Bundestagswahlen | Bundestagswahlen | Bundestagswahlen | Bundestagswahlen    |
| Jahr             | Stimmenanzahl    | Stimmenanteil    | Direktmandate    | Sitze            | Platz            | Spitzenkandidat(in) |
| ---------------- | ---------------- | ---------------- | ---------------- | ---------------- | ---------------- | ------------------- |
| 2013             | 157.781          | 6,8 %            | 0/16             | 0/33             | 4                | Frauke Petry        |
| 2017             | 669.895          | 27,0 %           | 3/16             | 11/38            | 1                | Frauke Petry        |
| 2021             | 607.044          | 24,6 %           | 10/16            | 10/38            | 1                | Tino Chrupalla      |
| 2025             | 958.363          | 37,3 %           | 14/16 *          | 14/30            | 1                | Tino Chrupalla      |

| Europawahlen | Europawahlen  | Europawahlen  | Europawahlen |
| Jahr         | Stimmenanzahl | Stimmenanteil | Platz        |
| ------------ | ------------- | ------------- | ------------ |
| 2014         | 164.263       | 10,1 %        | 4            |
| 2019         | 520.668       | 25,3 %        | 1            |
| 2024         | 710.025       | 31,8 %        | 1            |

### Hochburgen und Wahlverteilung
In Sachsen deuten sich seit 2013 mehrere Hochburgen der Partei an, insbesondere in den Regionen Oberlausitz, Nordsachsen, Sächsische Schweiz und Osterzgebirge. Hier konnte die AfD seit der Bundestagswahl 2017 in den meisten Gemeinden die Mehrheiten erzielen, dabei oft mit Vorsprüngen von über 20 Prozent zur CDU, welche in den meisten Gemeinden seit der ersten Bundestagswahl 1990 in Sachsen stets Spitzenreiter war, nun aber weitestgehend ihre Position an die AfD verloren hat. Als „Hochburgen“ gelten hier insbesondere die Städte und Gemeinden Lampertswalde, Dorfchemnitz, Dürrhennersdorf, Neißeaue, Neschwitz und Rathmannsdorf. In diesen Gemeinden erreichte die Partei bei Wahlen seit 2017 fast durchgängig Stimmenanteile von 40 bis 50 Prozent, die zweitplatzierte CDU dagegen nur Anteile von 20 bis maximal 35 Prozent.
Im Westen von Sachsen, besonders im Raum Zwickau, Leipzig und dem Vogtland, dominiert dagegen weitestgehend die CDU, auch wenn diese seit Gründung der AfD auch hier deutlich Stimmeneinbußen verzeichnen muss.

#### Gemeinden mit dem höchsten Stimmenanteil für die AfD in Sachsen seit 2013
| Wahl                 | Gemeinde        | Zweit- bzw. Direktstimmenanteil | Beleg  |
| -------------------- | --------------- | ------------------------------- | ------ |
| Bundestagswahl 2013  | Dürrhennersdorf | 15,6 %                          | [ 58 ] |
| Kreistagswahlen 2014 | Dürrhennersdorf | 22,0 %                          | [ 59 ] |
| Europawahl 2014      | Dürrhennersdorf | 26,8 %                          | [ 60 ] |
| Landtagswahl 2014    | Dürrhennersdorf | 33,6 %                          | [ 61 ] |
| Bundestagswahl 2017  | Dorfchemnitz    | 47,4 %                          | [ 62 ] |
| Kreistagswahlen 2019 | Dürrhennersdorf | 43,2 %                          | [ 63 ] |
| Europawahl 2019      | Neißeaue        | 46,3 %                          | [ 64 ] |
| Landtagswahl 2019    | Neißeaue        | 48,4 %                          | [ 65 ] |
| Bundestagswahl 2021  | Dorfchemnitz    | 47,9 %                          | [ 66 ] |
| Landtagswahl 2024    | Dürrhennersdorf | 55,6 %                          | [ 67 ] |

### Wählerschaft
Der Politikwissenschaftler Eckhard Jesse konstatierte, dass der Freistaat Sachsen bei den Bundes-, Europa- und Landtagswahlen von 2014/15 eine „Hochburg“ für die AfD gewesen sei. Bei der Landtagswahl 2014 habe sie vor allem von „anderen“ nicht im Landtag vertretenen Parteien gewonnen (39.000). Die Wähler der AfD kamen unter den etablierten Parteien von CDU (33.000), FDP (18.000), Die Linke (15.000) und NPD (13.000), ein geringerer Anteil wählte vorher SPD (8.000) und Bündnis 90/Die Grünen (3.000). Die AfD konnte außerdem 16.000 ehemalige Nichtwähler für sich mobilisieren. In der Region Oberlausitz erreichte man ähnlich der NPD die besten Ergebnisse. Die Anteile in den Städten Dresden, Leipzig und Chemnitz waren dagegen unterproportional. Bei den Wählern der AfD dominierte die „mittlere Bildungsstufe“; Selbstständige waren überrepräsentiert. Vor allem wirtschaftlich eher „Unzufriedene“ und junge Männer zwischen 18 und 24 Jahren fühlten sich angesprochen. Mit Abstand waren es auch Konfessionslose. Es habe überdies im Vergleich zur FDP deutlich mehr Zweit- als Erststimmen gegeben. Bei den „Splitting-Wählern“ der NPD erhielt die AfD sieben Prozent und lag damit hinter der CDU an zweiter Position. Ohne die Teilnahme der AfD an den Landtagswahlen wäre die NPD eingezogen, wenngleich Jesse erstere damals als nicht-extremistisch einstufte.

## Landtagsfraktion
Im 8. Sächsischen Landtag ist die AfD-Fraktion mit insgesamt 40 Abgeordneten vertreten.

## Landesgruppe im Deutschen Bundestag

### 2017 bis 2021
Die Landesliste zur Bundestagswahl 2017 wurde auf zwei jeweils zweitägigen Parteitagen am 25./26. März und am 1./2. April 2017 in Weinböhla aufgestellt. Dabei wurde die damalige Landes- und Fraktionsvorsitzende Petry an die Spitze der Liste gewählt. Die Landespartei zog mit insgesamt elf Kandidaten in den Deutschen Bundestag ein, davon wurden drei Kandidaten mit Direktmandaten in den Bundestag gewählt. Nach der Entscheidung Petrys, fraktionslose Abgeordnete im Bundestag zu werden, sowie dem Austritt von Lars Herrmann und Verena Hartmann aus Fraktion und Partei, sind folgende acht Abgeordnete Teil der AfD-Bundestagsfraktion:
| Abgeordnete(r)     | Einzug über            | Funktionen/Mitgliedschaften                                                       |
| ------------------ | ---------------------- | --------------------------------------------------------------------------------- |
| Tino Chrupalla     | Direktmandat Görlitz   | Parteivorsitzender                                                                |
| Siegbert Droese    | Listenplatz 3          | Stellvertretender Landesvorsitzender, stellvertretender Sprecher der Landesgruppe |
| Heiko Heßenkemper  | Listenplatz 6          | Sprecher der Landesgruppe                                                         |
| Karsten Hilse      | Direktmandat Bautzen I | Beisitzer im Landesvorstand                                                       |
| Jens Maier         | Listenplatz 2          |                                                                                   |
| Christoph Neumann  | Listenplatz 11         |                                                                                   |
| Ulrich Oehme       | Listenplatz 7          |                                                                                   |
| Detlev Spangenberg | Listenplatz 4          |                                                                                   |

### 2021–2025
| Abgeordnete(r)    | Einzug über                                         | Funktionen/Mitgliedschaften |
| ----------------- | --------------------------------------------------- | --------------------------- |
| Carolin Bachmann  | Direktmandat Mittelsachsen                          |                             |
| René Bochmann     | Direktmandat Nordsachsen                            |                             |
| Tino Chrupalla    | Direktmandat Görlitz                                | Parteivorsitzender          |
| Thomas Dietz      | Direktmandat Erzgebirgskreis I                      |                             |
| Karsten Hilse     | Direktmandat Bautzen I                              |                             |
| Steffen Janich    | Direktmandat Sächsische Schweiz – Osterzgebirge     |                             |
| Barbara Lenk      | Direktmandat Meißen                                 |                             |
| Mike Moncsek      | Direktmandat Chemnitzer Umland – Erzgebirgskreis II |                             |
| Matthias Moosdorf | Direktmandat Zwickau                                |                             |
| Edgar Naujok      | Direktmandat Leipzig-Land                           |                             |

### Seit 2025
| Abgeordnete(r)    | Einzug über                                         | Funktionen/Mitgliedschaften |
| ----------------- | --------------------------------------------------- | --------------------------- |
| René Bochmann     | Direktmandat Nordsachsen                            |                             |
| Edgar Naujok      | Direktmandat Leipzig-Land                           |                             |
| Christian Reck    | Direktmandat Meißen                                 |                             |
| Karsten Hilse     | Direktmandat Bautzen I                              |                             |
| Tino Chrupalla    | Direktmandat Görlitz                                | Parteivorsitzender          |
| Steffen Janich    | Direktmandat Sächsische Schweiz – Osterzgebirge     |                             |
| Thomas Ladzinski  | Direktmandat Dresden I                              |                             |
| Matthias Rentzsch | Direktmandat Dresden II – Bautzen II                |                             |
| Carolin Bachmann  | Direktmandat Mittelsachsen                          |                             |
| Alexander Gauland | Direktmandat Chemnitz                               |                             |
| Maximilian Krah   | Direktmandat Chemnitzer Umland – Erzgebirgskreis II |                             |
| Thomas Dietz      | Direktmandat Erzgebirgskreis I                      |                             |
| Matthias Moosdorf | Direktmandat Zwickau                                |                             |
| Mathias Weiser    | Direktmandat Vogtlandkreis                          |                             |

## Mitglieder im Europaparlament
Mit Maximilian Krah und Siegbert Droese hat die AfD Sachsen zwei Vertreter im Europaparlament. Maximilian Krah gab sein Mandat nach seiner Wahl in den Bundestag im Februar 2025 jedoch ab.